# 墨西哥城体育宫
体育宫 (西班牙语: Palacio de los Deportes) 是墨西哥城的一座体育馆。 作为一个多功能活动场所，它举办音乐会、商业博览会和展览，甚至在1976年和1987年还举办过斗牛等活动。该场馆由建筑师费利克斯·坎德拉、安东尼奥·佩伊里和恩里克·卡斯塔涅达·坦博雷尔为1968年奥运会建造，属于马格达莱纳·米西乌卡体育城的一部分。目前，该场馆可容纳20,000人观看体育赛事，由美洲娱乐集团（Grupo CIE）运营。体育宫位于墨西哥城马格达莱纳·米西乌卡体育城的里奥楚鲁布斯科大道上，靠近皮耶达河，与南三道交汇，位于伊斯塔卡尔科区的墨西哥农场殖民区。

## 历史
该建筑由墨西哥ICA公司施工，于1966年10月15日开工，1968年9月竣工， 在奥运会开幕前一个月完成，并成为篮球比赛的举办地。在施工之前，坎德拉的设计方案接受了风压和地震测试，经过不同压力和震动的测试，结构顺利通过考验。 体育宫的建设共历时714天，建筑师阿尔瓦罗·桑切斯担任现场工程师。 在尚未完工时，一家美国杂志称其为“千阳宫”，因为其多角度的光线反射效果极为壮观。
1968年9月13日，当时的总统古斯塔沃·迪亚斯·奥尔达斯为体育宫揭幕， 并于1968年10月8日举办了莫里斯·贝雅特的20世纪芭蕾舞团演出，作为文化奥运会的一部分，这是奥运会期间的艺术庆祝活动。

## 建筑特点
坎德拉基于理性主义，受到皮耶·路易吉·内尔维在罗马的体育宫（为1960年罗马奥运会建造）的启发，设计了体育宫的穹顶，采用了他著名的混凝土薄壳结构解决方案，基于双曲抛物面形状。为了覆盖体育宫的面积，坎德拉用铜代替了混凝土。坎德拉设计的结构旨在使用轻薄的材料覆盖大面积空间，避免使用柱子。在建筑外部，亦可看到马蒂亚斯·戈里茨创作的雕塑“北斗七星”。

### 改造
在多功能体育馆内举办音乐会多年产生了声学问题，特别是混响问题，因此被戏称为“回声宫”。 自1991年将场馆交给私营企业后，国际音乐会陆续举行，如苏打绿洲、INXS和鲍勃·迪伦的演出，但音响问题仍然存在。 此后，体育宫内部进行了多次改造，以改善这一问题。